# Eriocaulon caaguazuense
Eriocaulon caaguazuense är en gräsväxtart som beskrevs av Wilhelm Willy Otto Eugen Ruhland. Eriocaulon caaguazuense ingår i släktet Eriocaulon och familjen Eriocaulaceae.
Artens utbredningsområde är Paraguay. Inga underarter finns listade i Catalogue of Life.